# Sint-Servatiuskerk (Nerem)
De Sint-Servatiuskerk is een kerkgebouw in Nerem in de Belgische gemeente Tongeren-Borgloon in de provincie Limburg. De kerk bevindt zich op een smalle strook tussen de Neremstraat en de Servatiusweg. Aan de andere kant van de weg ten noordwesten van de kerk ligt de begraafplaats. Aan de noordoostkant van de kerk, de zijde van de voorgevel, ligt de spoorlijn Tongeren - Aken.
Het basilicale gebouw bestaat uit een ingebouwde westtoren geflankeerd door twee ronde torens onder ingesnoerde kegelvormige spitsen, een driebeukig schip met vijf traveeën en een halfrond gesloten koor met een rechte travee. Het koor wordt geflankeerd door sacristieën. Het gebouw is opgetrokken in baksteen met een afwerking van hardsteen. De westgevel heeft een neoromaans portaal met daarboven rondboogfriezen en twee oculi. De flankerende ronde traptorens hebben smalle rondboogvensters. De toren zelf heeft een ingesnoerde vierzijdige naaldspits met puntgevels aan iedere zijde met verder een rondboogfries onder de kroonlijst en rondboogvormige galmgaten. De kerk heeft verder een rondboogfries onder de kroonlijst, twee rondboogvensters per travee, lichtbeuk met rondboogvensters en traveeën gemarkeerd met bakstenen pilasters. De smalle hoge middenbeuk en het koor hebben een gezamenlijk zadeldak en de zijbeuken hebben lessenaarsdaken. De apsis heeft een blinde dwerggalerij (aan de buitenzijde) en rondboogvensters. Tussen het middenschip en de zijbeuken bevinden zich rondboogarcaden op zuilen met gesculpteerd teerlingkapiteel volgens het gebonden stelsel. De overwelving geschied door koepels met ertussen rondboogvormige gordelbogen die worden gedragen door pijlers en boven de apsis een halve koepel. Onder de bovenlichten bevinden zich gekorniste lijsten met daaronder een rondboogfries die de dekplaten van de pijlers met elkaar verbinden.
De kerk is de parochiekerk van het dorp en is gewijd aan Sint-Servatius.

## Geschiedenis
Aanvankelijk stond er in Nerem een romaanse Sint-Nicolaaskapel. Deze stond ten noordwesten van de huidige kerk en was opgetrokken in silex en mergelsteen.
In 1839 werd de werd de Sint-Nicolaaskapel afgebroken.
In 1876 werd er een nieuwe neoromaanse kerk gebouwd naar het ontwerp van A. Castermans.

]